# DNASIS Pro
DNASIS Pro（ディナシス　プロ）は、日立ソリューションズが開発・販売する配列情報解析ソフトウェアである。

## 概要
MS DOSベースのDNAシーケンス編集解析ソフトウェア 「DNASIS」を1984年に発表。
2010年現在の最新版は1月に発売されたDNASIS Pro V3.0である。
DNASIS Proは、2013年9月30日販売終了
日立ソリューションズソフトウェアのサイトで検索しても最新情報は出てこない。

SEQUENCHERの販売は2017年3月31日をもって終了。

## 関連商品
- DNASIS Taxon
- MasterPlex ReaderFit